# Кеноц (Долина Аосте)
Кеноц је насеље у Италији у округу Долина Аосте, региону Долина Аосте.
Према процени из 2011. у насељу је живело 18 становника. Насеље се налази на надморској висини од 1015 м.